# 泰梅爾河

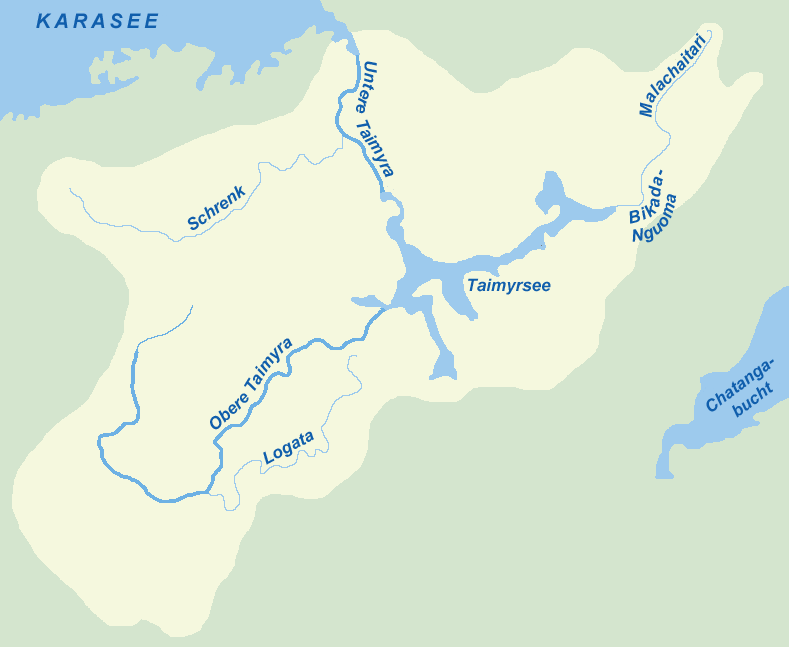
泰梅爾河

泰梅爾河是俄羅斯的河流，位於克拉斯諾亞爾斯克邊疆區的泰梅爾半島，河道全長約640公里，流域面積124,000平方公里，在每年9月中旬開始結冰，直至翌年6月。